# Graste
Graste ist eine Ortschaft der Gemeinde Lamspringe im Landkreis Hildesheim in Niedersachsen (Deutschland).

## Geografie
Graste liegt südsüdwestlich von Bad Salzdetfurth westlich des Gemeindesitzes Lamspringe. Die Ortschaft befindet sich östlich des Sackwalds bzw. nordöstlich des Ahrensbergs (374 m üNN) im westlichen Einzugsgebiet der Riehe bzw. im südlichen der Innerste.

## Geschichte
Das Kloster Lamspringe erwarb kurz nach seiner Gründung einige Ländereien im Bereich von Graste. Das älteste urkundliche Schriftstück stammt aus dem Jahre 1172. In weiteren Schriftstücken werden die Adelsfamilien „von Wrisberg“ (1372), die „von Stöckheim“ (1488) und die „von Steinberg“ (1589) als Grundherren genannt.
25 Jahre, nachdem Martin Luther seine 95 Thesen an die Tür der Schlosskirche zu Wittenberg geschlagen haben soll, wurde im Jahre 1542 in Graste die Reformation eingeführt. Die Graster Kirche wurde 1723 erbaut und im Jahre 1864 vollkommen umgestaltet.
Eine eigene Dorfschule bestand schon im 17. Jahrhundert und mit dem stetigen Bevölkerungsanstieg wuchsen ebenfalls die Schülerzahlen. Daraufhin wurde im Jahre 1846 ein größeres Schulgebäude gebaut. Schon bald bildete Graste mit seinem Nachbarort Netze einen Schulverband. Eine neue, noch größere Schule wurde 1952 gebaut und bereits 6 Jahre danach erweitert. Auf dem großen Schulgrundstück wurden ein Sportplatz und ein Lehrerwohnhaus errichtet. Die Schule, die heute als Dorfgemeinschaftshaus dient, wurde im Jahre 1968 geschlossen.
Die Graster Gemarkung wird von der Schnellstrecke Hannover–Göttingen der Deutschen Bahn zerschnitten. Die begleitenden Baumaßnahmen und die Flurbereinigung haben die Feldmark entscheidend verändert.
Am 1. März 1974 wurden die Gemeinden Graste, Netze und Woltershausen-Hornsen in die neue Gemeinde Woltershausen eingegliedert.
Die Gemeinden Woltershausen, Harbarnsen, Lamspringe, Neuhof und Sehlem der aufgelösten Samtgemeinde Lamspringe wurden am 1. November 2016 zur neuen Gemeinde Lamspringe vereinigt.

## Politik

### Gemeinderat und Bürgermeister
Auf kommunaler Ebene wird der Ortsteil Graste vom Rat der Gemeinde Lamspringe vertreten.

### Ortsvorsteher
Der Ortsvorsteher von Graste ist Matthias Nicht (CDU).

### Wappen
Der Gemeinde wurde das Kommunalwappen am 10. August 1938 durch den Oberpräsidenten der Provinz Hannover verliehen. Der Landrat aus Alfeld überreichte es am 16. Januar 1939.
| Wappen von Graste | Blasonierung: „In Blau auf grünem, mit einer liegenden silbernen Hirschgeweihstange belegten Hügel eine silberne deutsche Bockwindmühle.“ |
| Wappen von Graste | Wappenbegründung: Bei dem Dorf Graste steht malerisch auf einsamer Anhöhe die letzte Bockwindmühle des Alfelder Kreises. Dieses so schöne und für unsere Landschaft auch einzigartige Denkmal damaliger Technik, das das Dorfbild beherrscht, erkor die Gemeinde Graste sich zum Wappensymbol. Als Beizeichen wurde in den Schildfuß eine Hirschgeweihstange gesetzt, um zugleich die besondere Beziehung der dargestellten Mühle als der letzten des Kreises auszudrücken. |

## Kultur und Sehenswürdigkeiten

### Bauwerke
- In Graste steht die evangelische Dorfkirche, die 1723 erbaut wurde

### Regelmäßige Veranstaltungen
Einmal im Jahr findet ein Dorfabend mit vielen Auftritten der örtlichen Bevölkerung statt. In allen geraden Jahren feiert die Jugend des Dorfes im Wechsel mit dem Nachbarort Irmenseul das sog. „Pfingstbier“. Im Jahr 2012 wurde das 150-jährige Bestehen dieser Tradition gefeiert.

### Vereine
Das Gemeinschaftsleben wird von dem Männergesangverein und der örtlichen Schützengesellschaft getragen.

## Verkehr
Graste ist über Kreisstraßen mit der Bundesstraße 243 an das Straßennetz angeschlossen. Die Schnellfahrstrecke Hannover–Würzburg verläuft durch das Gemeindegebiet. Hierzu gehört der Riesbergtunnel.